# Leith Athletic Football Club
Maillots
Dernière mise à jour : 26 août 2009.
Leith Athletic Football Club est un ancien club de football écossais base dans le quartier de Leith à Édimbourg.

## Histoire
Le Leith Athletic Football Club a été créé en 1887. Il jouait à sa creation sur le terrain de New Meadowbank. Leith a été membre de la Scottish League et a joué plusieurs années en première division du Championnat d'Écosse de football dans les années 1890 puis dans les années 1920.
Après avoir été relégué en troisième division en 1948 le club commence à voir des difficultés financières. Il se retire de la Scottish League puis se dissout en 1954.

## Le club moderne
En 1996 un nouveau Leith Athletic a été créé avec pour but premier d’être un club de jeunes orienté vers la formation. L’équipe adulte s’est engagée dans le championnat amateur d'Écosse centrale.
En 2008 Leith absorbe un de ses clubs voisins, le Edinburgh Athletic et prend sa place dans la East of Scotland Football League.

## Anciens joueurs
- Geordie Anderson
- Andrew McNeil
- Alan Murray
- Jock Wallace

## Palmarès
- 5 fois vainqueur de la Scottish Qualifying Cup